# Centralsygehus
Centralsygehus var et sygehus med en række specialafdelinger, som optog patienter fra et større område, typisk et amt. Centralsyghuse var typisk beliggende i større provinsbyer såsom Esbjerg, Herning, Næstved, Randers, Hjørring og Silkeborg. Hvert amt havde typisk et eller flere centralsygehuse, der også fungerede som lokalsygehus i det pågældende område.
Efter kommunalreformen 2007 anvendes betegnelsen centralsygehus ikke længere. Nu hedder hospitalerne typisk regionshospitaler eller blot sygehuse.